# Harena Buluk
Harena Buluk est un woreda de la région Oromia, en Éthiopie. Ce woreda est connu pour la forêt d'Harenna. Il compte 81 497 habitants en 2007.
Il reprend la partie ouest de l'ancien woreda Mennana Harana également connu sous le nom de Menna fi Harena Buluk.

## Géographie

### Situation
Harena Buluk se situe dans la zone Bale, au sud de l’Éthiopie.
Il est bordé au nord-ouest par la  zone Ouest Arsi.
|                      | Adaba (Ouest Arsi) | Goba |
| Nensebo (Ouest Arsi) | Harena Buluk       | Mena |
|                      | Meda Welabu        |      |

Son centre administratif Angetu est au sud-est de la forêt d'Harenna, à une trentaine de kilomètres de la route Robe-Negele, vers 1 650 m d'altitude. Non loin de là, une autre localité appelée Angetu se trouve sur la route Robe-Negele vers 1 200 m d'altitude mais d'après les cartes elle fait partie du woreda voisin Mena.

### Forêt d'Harenna

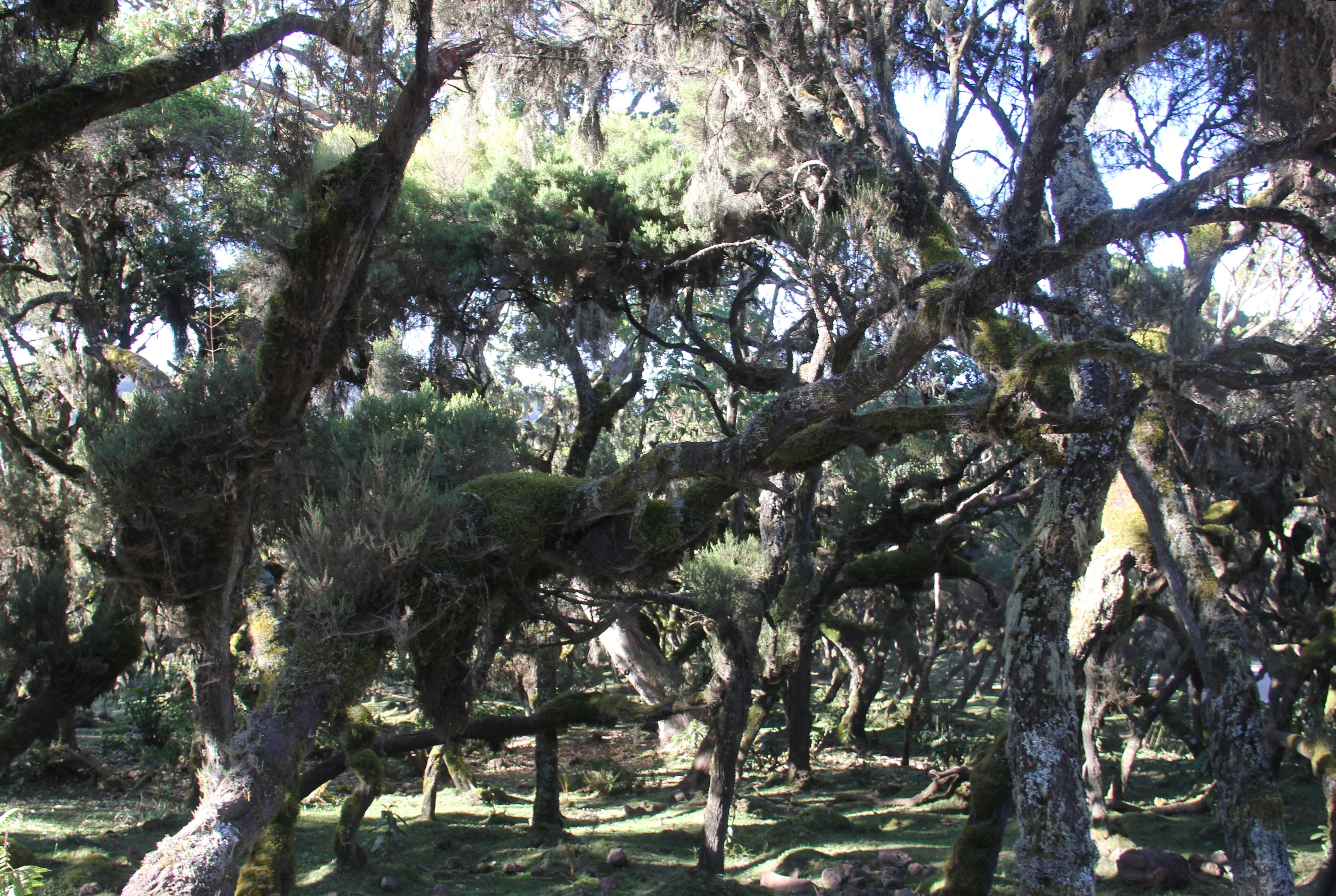
Forêt d'Harenna.
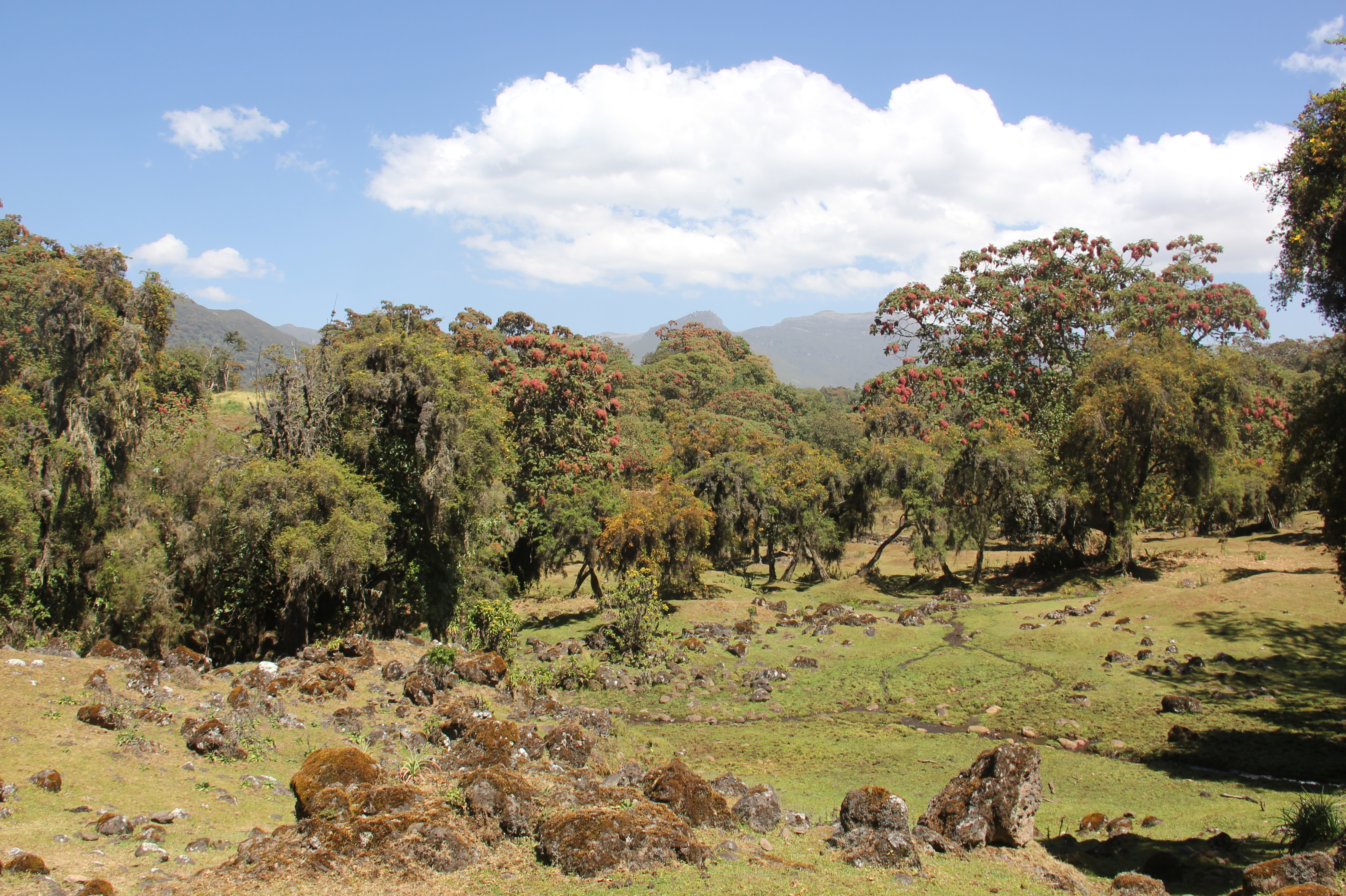
Autre vue de la forêt d'Harenna.
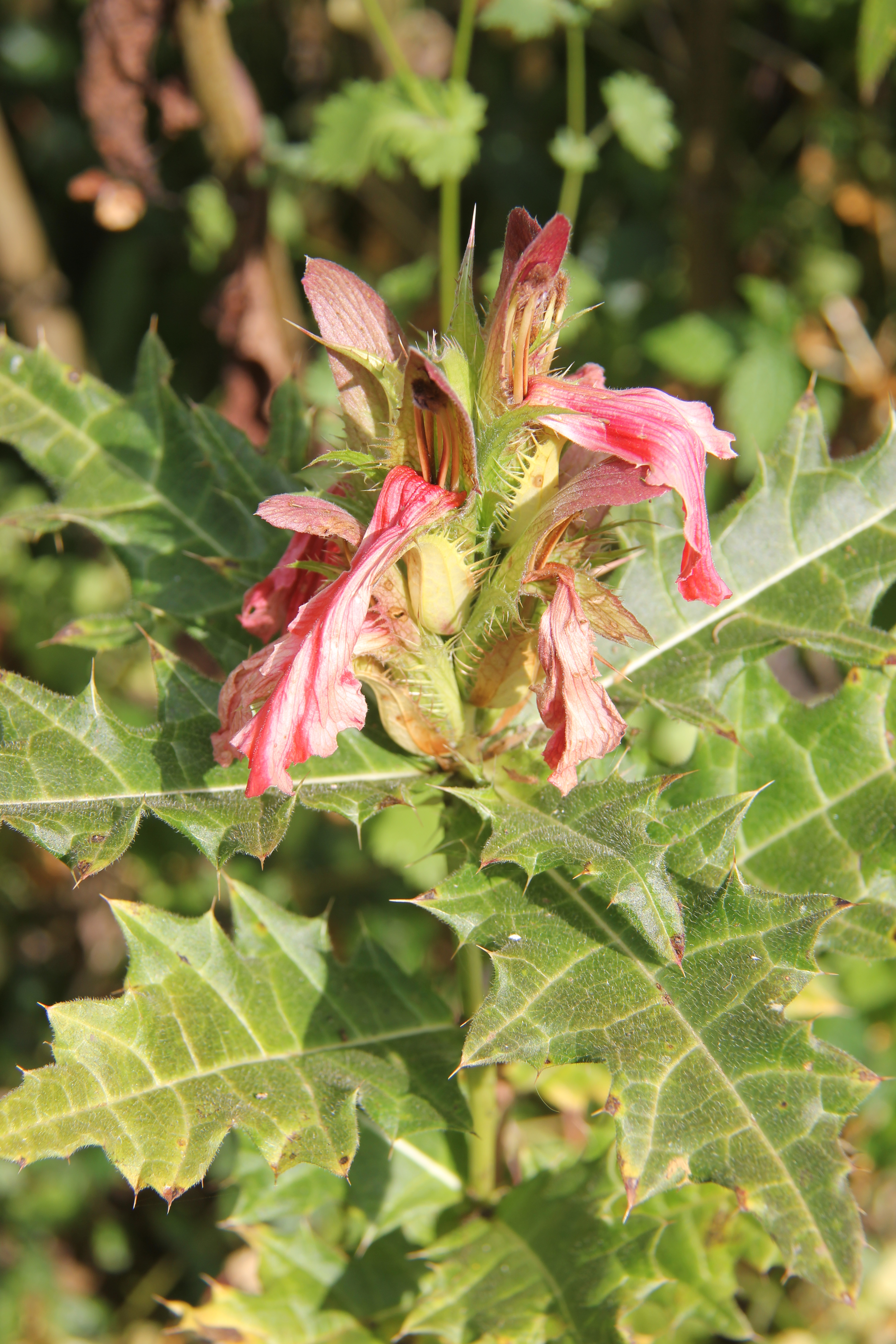
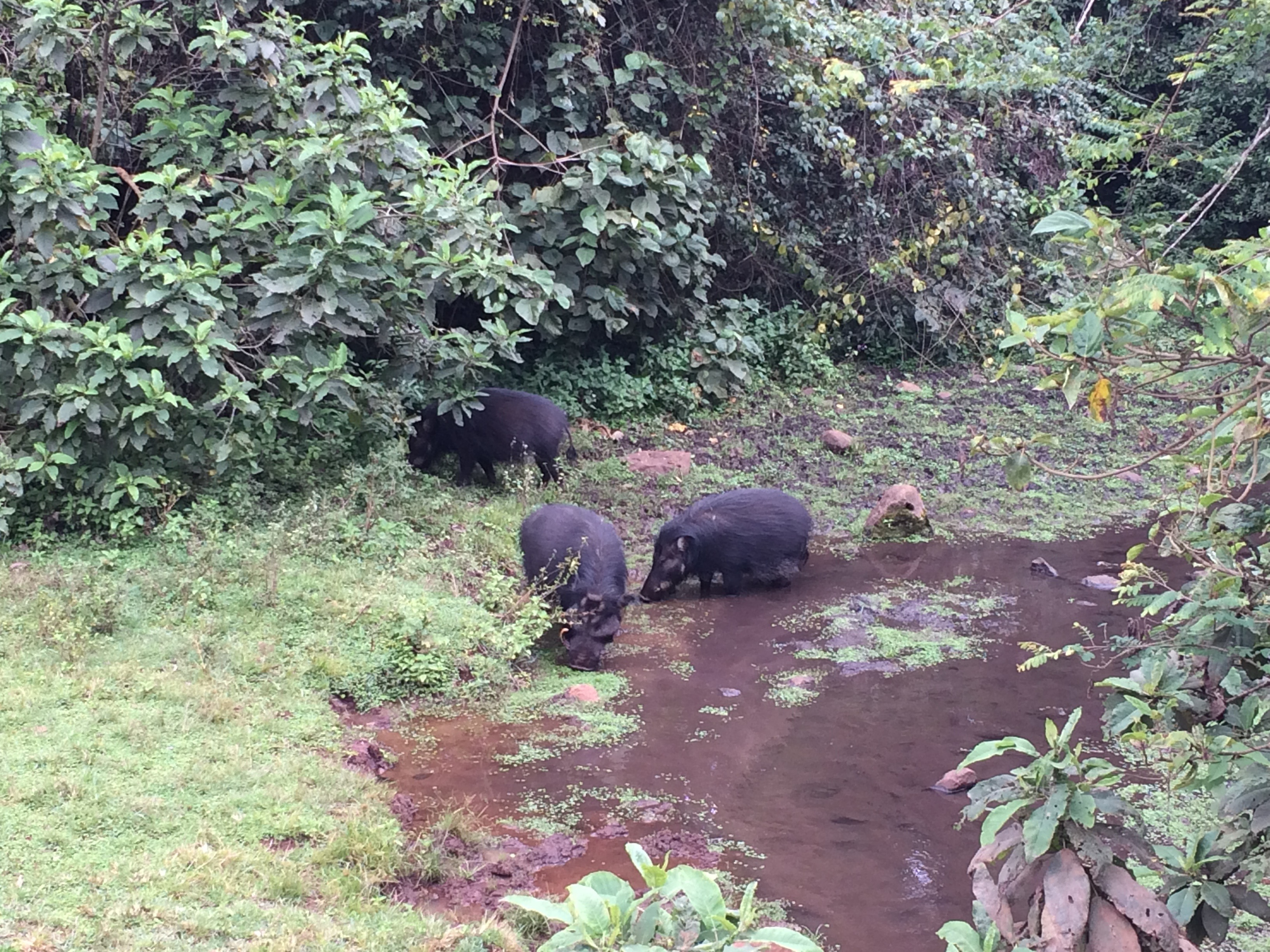
Hylochoerus meinertzhageni.

## Histoire
Harena Buluk et le woreda voisin Mena se partagent le territoire de l'ancien woreda « Mennana Harana », aussi appelé « Menna fi Harena Buluk »[réf. souhaitée].
Ils sont séparés au moins depuis 2007,.

## Démographie
D'après le recensement national de 2007 réalisé par l'Agence centrale de statistique d'Éthiopie, le woreda Harena Buluk compte 81 497 habitants et 6 % de la population est urbaine.
La population urbaine correspond aux 4 894 habitants d'Angetu, le centre administratif du woreda.
La plupart des habitants du woreda (92,3 %) sont musulmans, 5,1 % sont protestants et 2,1 %  sont orthodoxes.
En 2022, la population du woreda est estimée à 117 236 personnes avec une densité de population de 61 personnes par km2 et 1 924 km2 de superficie.